# Centaurea hyrcanica
Centaurea hyrcanica — вид квіткових рослин айстрових (Asteraceae). Ареал: Азербайджан, Іран.